# Indian Arrows
Indian Arrows (früher als AIFF XI und Pailan Arrows bekannt) war ein indischer Fußballverein, der in der I-League spielte. Der Klub wurde 2010 von der All India Football Federation (AIFF) gegründet, mit dem Ziel, junge indische Talente zu fördern. Die Mannschaft nahm mehrfach an der höchsten indischen Spielklasse teil und hatte einen bedeutenden Einfluss auf die Entwicklung von Nachwuchsspielern in Indien. 2022 wurde der Verein jedoch aufgelöst.

## Geschichte

### AIFF XI (2010–2011)
Die AIFF XI wurde 2010 von der All India Football Federation ins Leben gerufen, um den Spieler der indischen U19- und U23-Nationalmannschaften mehr Spielpraxis auf höchstem Niveau zu ermöglichen. Viele dieser Spieler waren in der I-League meist nur Ersatzspieler. Ursprünglich war geplant, dass der Klub in der I-League 2nd Division spielt, jedoch wurde er aufgrund der Auflösung von Mahindra United direkt in die I-League aufgenommen. In ihrer ersten Saison 2010 nahmen sie am Federation Cup teil, wobei sie ihr erstes professionelles Spiel am 21. September gegen JCT FC mit 1:0 gewannen, wobei Malsawmfela das erste Tor in der Vereinsgeschichte erzielte. Sie beendeten das Turnier mit dem dritten Platz in ihrer Gruppe, verpassten jedoch die Qualifikation für die nächste Runde aufgrund von nur vier Punkten Rückstand. Der Klub bestritt sein erstes I-League-Spiel am 3. Dezember 2010 gegen Chirag United, verlor jedoch mit 1:2. Lalrindika Ralte erzielte das erste Tor für den Verein in der Liga. Am Ende der Saison 2010/11 Saison belegten die Indian Arrows den 9. Platz.

### Pailan Arrows (2011–2013)
Im Sommer 2011 wurde der Verein als Pailan Arrows umbenannt, nachdem die All India Football Federation eine Vereinbarung mit der Pailan Group als Sponsor getroffen hatte. Im Zuge des Deals zog der Verein nach Kolkata und spielte im Yuba Bharati Krirangan. Im August 2011 wurde Cheftrainer Desmond Bulpin entlassen, woraufhin Sukhwinder Singh als sein Nachfolger antrat. Viele Spieler aus der vorherigen Saison verließen den Verein, darunter Lalrindika Ralte, Jeje Lalpekhlua, Manandeep Singh und Gurpreet Singh Sandhu. Im Federations Cup erzielten sie zwei Siege und eine Niederlage, schieden aber in der Gruppenphase aus. Die Saison 2011/12 begann mit einer 1:3-Niederlage gegen Mohun Bagan, wobei Lalrozama Fanai den ersten Treffer für die Pailan Arrows erzielte. Am 7. Februar 2012 trat Sukhwinder Singh zurück, nachdem der Verein keinen einzigen Sieg in der I-League erzielen konnte. Die Saison endete mit dem 13. Platz.
Am 29. August 2013 wurde bekannt gegeben, dass Pailan Arrows von der All India Football Federation aufgelöst wurde, da die Pailan Group das Team finanziell nicht mehr unterstützen konnte.

### Wiederbelebung als Indian Arrows (2017–2022)
Nach der erfolgreichen Ausrichtung der U-17-Fußball-Weltmeisterschaft 2017 in Indien wurde das Projekt als Indian Arrows wiederbelebt. Ziel war es, den Spielern, die an der Weltmeisterschaft teilgenommen hatten, regelmäßige Spielzeit auf höherem Niveau zu ermöglichen. Trotz der Trotz Lob für die Leistungen endete die Saison 2017/18 mit dem letzten Platz. In der Saison 2018/19 belegten die Arrows mit sechs Siegen und drei Unentschieden den achten Platz von 11 Teams. Mit diesem Resultat qualifizierten sie sich für den Super Cup 2019, nachdem sie in der Qualifikationsrunde den Kerala Blasters FC mit 2:0 besiegten. Im Achtelfinale schied man schließlich mit einem 0:3 gegen den FC Goa aus. Aufgrund der COVID-19-Pandemie wurde die Saison 2019/20 nach 16 Spielen abgebrochen, wodurch die Arrows auf dem letzten Tabellenplatz landeten. Die letzte Saisonplatzierung erfolgte in der Saison 2021/22 mit Platz 12.

### Auflösung
Im September 2022 nahm der Exekutivausschuss der AIFF die Empfehlung des neuen technischen Komitees an, die Indian Arrows aufgrund der Schwierigkeiten, die AFC-Lizenzierungskriterien zu erfüllen, nicht weiterzuführen. Gleichzeitig wurde angekündigt, dass die finanziellen Mittel, die für die Indian Arrows verwendet wurden, in die Schaffung einer neuen Jugendliga im Land investiert werden sollen.

### Frauen
Die Indian Arrows Women nahmen an der Indian Women’s League 2021/22 teil, wo sie den fünften Platz belegten. Im Februar 2025 gab die AIFF die Gründung der Indian Arrows Women Juniors für die IWL 2 der Saison 2024/25 bekannt.

## Stadien
In der Saison 2010/11 spielte der Verein im Tau Devi Lal Stadium in Gurgaon, obwohl ursprünglich das Ambedkar-Stadion in Delhi als Heimstadion geplant war. Aufgrund der schlechten Platzbedingungen wurde der Verein jedoch nach Gurgaon verlegt. Nach dem Umzug nach Kolkata begann der Verein, im Salt Lake Stadium zu spielen, das auch Heimat von East Bengal, Mohun Bagan und Prayag United ist. In der Saison 2017/18 spielte das Team in Goa und Delhi. In der Saison 2018/19 nutzten sie das Barabati Stadium und das Kalinga Stadium. Letzteres war zugleich der letzte Heimspielort der Indian Arrows, bevor der Verein aufgelöst wurde.

## Ausrüster und Trikot-Sponsoren
| Zeitraum  | Ausrüster | Trikot-Sponsor     |
| --------- | --------- | ------------------ |
| 2010–2011 | Nike      | Kein Sponsor       |
| 2011–2013 | Nike      | POTO Potato Flakes |
| 2017–2018 | Nike      | Kein Sponsor       |
| 2018–2022 | Six5Six   | Hero               |

Im Oktober 2018 unterzeichnete die Regierung von Odisha einen Sponsorenvertrag im Wert von 50 Millionen Rupien mit der AIFF, der auch die Arrows einschloss. Der Vertrag umfasste zudem die U15-Nationalmannschaft Indiens. Im Rahmen der Vereinbarung hatte die staatliche Regierung sowohl die Arrows als auch die indische Fußballnationalmannschaft der U-17-Junioren im Kalinga Stadium in Bhubaneswar untergebracht.

## Bekannte ehemalige Spieler
- Narayan Das
- Jeje Lalpekhlua
- Akash Mishra
- Lalrindika Ralte
- Bikash Yumnam